# Mamry
Mamry (tyska: Mauer) är Polens näst största sjö och ligger i Ermland-Masuriens vojvodskap, den räknas till de Masuriska sjöarna. Ytan är 104 km², det maximala djupet är 44 meter och medeldjupet 11 meter. Det finns 33 öar på totalt 213 hektar i sjön, vissa av dessa är ornitologiska reservat.
Den är ett populärt turistmål och har förbindelse med Pregolja och Östersjön via Masuriska kanalen. Den största staden vid sjön är Giżycko.
Före 1945 var sjön belägen i den preussiska provinsen Ostpreussen.